# San Antonio Holactún
San Antonio Holactún es una localidad del municipio de Conkal en Yucatán, México.

## Toponimia
El nombre (San Antonio Holactún) hace referencia a Antonio de Padua y Holactún proviene del idioma maya.

## Datos históricos
- En 1970 cambia su nombre de San Antonio Holactún a San Antonio.
- En 1980 cambia a San Antonio Holactún.

## Demografía
Según el censo de 2005 realizado por el INEGI, la población de la localidad era de 18 habitantes, de los cuales 10 eran hombres y 8 mujeres.
| 75                          | 71 | 57 | 44 | 45 | 57 | 33 | 13 | 17 | 11 | 18 |
| (Fuente: INEGI [Consultar]) |    |    |    |    |    |    |    |    |    |    |